# Otto Wacker (Kunsthändler)
Heinrich Otto Theodor Wacker (* 11. August 1898 in Düsseldorf; † 13. Oktober 1970 in Berlin) war ein deutscher Kunsthändler und Tänzer. Er war in den 1920er Jahren in einen aufsehenerregenden Prozess um gefälschte Bilder Vincent van Goghs verwickelt.
Otto Wacker war ein Sohn des Kunstmalers Hans Wacker (1868–1958). Nachdem er sich in verschiedenen anderen Berufen betätigt hatte und unter anderem als Tänzer unter dem Pseudonym Olinto Lovaël (auch: Olindo Lovaël) eine gewisse Bekanntheit erlangt hatte, wurde Otto Wacker um 1925 Kunsthändler. Er verkaufte schwerpunktmäßig Gemälde van Goghs und galt als zuverlässig in Kunstkreisen.
Im Januar 1928 fand im Kunstsalon Cassirer eine van-Gogh-Ausstellung statt, die von Otto Wacker beliefert wurde. Wacker behauptete, die Bilder stammten aus der Sammlung einer russischen Adelsfamilie, die aus der Sowjetunion geflohen war und die Werke mitgeschmuggelt habe. Um die noch in Russland lebenden Angehörigen zu schützen, dürfe er keine genaueren Angaben machen. Zudem wies Wacker Expertisen von Jacob-Baart de la Faille und Julius Meier-Graefe vor. Bei de la Faille hatte er sich zuvor eingeschmeichelt, indem er ihn um ein Vorwort zum Ausstellungskatalog gebeten hatte, bei Meier-Graefe, indem er dessen Werk „Vincent van Gogh der Zeichner“ im eigenen Verlag publizierte. Grete Ring und Walter Feilchenfeldt, die Organisatoren der Ausstellung, erkannten jedoch, dass ein Teil der Bilder Fälschungen waren. Weitere Nachforschungen ergaben 33 verdächtige Bilder, die alle von Wacker geliefert worden waren. Viele Berliner Kunsthändler nahmen Bilder, die von Wacker stammten, wieder von ihren Kunden zurück. Die gefälschten Gemälde, die Wacker vertrieb, waren vermutlich das Werk seines Vaters und/oder seines Bruders Leonhard Wacker (* 1895), der ebenfalls Maler (und Restaurator) war. Im Atelier des Vaters wurden bei Durchsuchungen zwei Kopien von Selbstporträts Vincent van Goghs sichergestellt, in der Wohnung des Bruders zwölf vermutlich als Fälschungen hergestellte Bilder.
Der Prozess gegen Wacker begann am 6. April 1932. Vincent Wilhelm van Gogh, ein Neffe des Malers, wurde zuerst befragt und erklärte, dass die Familienüberlieferung keinen Russen kenne, der Gemälde gekauft hätte. De La Faille dagegen äußerte die Meinung, dass fünf von den Bildern echt wären. Gegen das erste Urteil gingen sowohl die Verteidigung als auch die Staatsanwaltschaft in Berufung. Die zweite Verhandlung endete mit einem härteren Urteil als die erste. Am 6. Dezember 1932 wurde Wacker zu 19 Monaten Gefängnis und 30.000 Reichsmark Geldstrafe verurteilt. Da er die Geldstrafe nicht zahlen konnte, wurde die Gefängnisstrafe um 300 Tage erhöht. Wacker kam erst 1935 wieder frei. Der vor und während des Wacker-Prozesses geführte Expertenstreit um die Echtheit der Bilder wurde von Kurt Tucholsky im April 1932 in der Weltbühne parodiert.
Nach dem Zweiten Weltkrieg lebte Wacker – nach Tätigkeiten als Tänzer und Tanzdramaturg in Erfurt und Weimar von 1945 bis 1950 – ab 1951 in Ost-Berlin, wo er unter anderem als Tanzreferent und Tanzautor tätig war und eine Tanzschule betrieb. Auf dem Kunstmarkt betätigte er sich nicht mehr. Einige der von ihm angebotenen Gemälde sind inzwischen verschwunden, aber die Experten sind sich einig, dass keines von ihnen echt ist.